# Ribellione di Lubomirski
La ribellione di Lubomirski (in polacco Rokosz Lubomirskiego fu una rivolta contro re Giovanni II Casimiro di Polonia guidata dal principe polacco Jerzy Sebastian Lubomirski.
Nel 1665-1666, i sostenitori del principe Lubomirski paralizzarono i lavori del sejm ed il principe, a proprie spese, costituì un esercito di uomini armati (pospolite ruszenie) col quale realizzò una sollevazione che sconfisse le forze realiste nella battaglia di Mątwy (1666). La ribellione terminò con la firma dell'accordo di Łęgonice, il quale costrinse il re a rinunciare alle riforme da lui pianificate ed all'introduzione dell'elezione del suo successore al trono vivente rege. Lubomirski, provato da quest'esperienza, morì ad ogni modo poco dopo.

## Antefatto
La metà del XVII secolo fu per la Polonia uno dei periodo più tragici della sua storia. La Confederazione Polacco-Lituana venne devastata da diverse guerre e da rivolte interne tra cui la rivolta di Chmel'nyc'kyj ed il Diluvio (Polonia) (l'invasione svedese). La posizione internazionale si indebolì ed il caos andò ad intaccare anche i sistemi di governo. Nel 1652 il deputato al sejm per il granducato di Lituania, Władysław Siciński, utilizzò la sua facoltà di liberum veto su una legge che si stava per introdurre. Si aprirono una serie di conflitti tra i magnati e le istituzioni centrali.
Re Giovanni II Casimiro di Polonia, riconoscendo che pure vi erano dei problemi nell'amministrazione dello stato, iniziò delle riforme alle istituzioni. Nel 1658 introdusse un programma di miglioramenti al governo ed un nuovo sistema fiscale. Il senato polacco approvò tali riforme, ma creò una commissione per il loro vaglio che si scontrò subito con una delle principali riforme volute proprio dal monarca che desiderava introdurre un sistema di elezione per i sovrani vivente rege, mentre altri proponevano di mantenere il sistema in uso.
Il re e sua moglie iniziarono a cercare dei sostenitori tra la nobiltà polacca ed i magnati. Altri aristocratici si opponevano a questa scelta e, supportati segretamente dagli Asburgo tramite il loro inviato speciale Franz Paul de Lisola, iniziarono ad emergere personaggi chiave nella storia di quel periodo come Łukasz Opaliński e Jan Leszczyński, oltre a Jerzy Sebastian Lubomirski che divenne ben presto uno dei principali oppositori delle riforme del governo.

## La ribellione
Durante il sejm del 1661 il re richiese il pagamento di ulteriori tasse, necessarie sia a sostenere i crescenti costi dell'esercito, sia le riforme alla macchina statale da lui volute. Per tutta risposta i magnati si opposero alle proposte del re. Tali aristocratici, in particolare, volevano mantenere i loro antichi privilegi, si opponevano alle riforme dello stato e soprattutto volevano mantenere "elettiva" la monarchia polacca.
Si formarono così due parti in causa con differenti denominazioni: da un lato la Santa Alleanza formata dagli oppositori del re, dall'altra la Pia Alleanza guidata da Stefan Czarniecki che sostenevano il re e le sue riforme.
Nel 1662 il sejm si oppose a tutti i tentativi di riforma del governo ed acconsentì solo all'introduzione di una tassa extra per l'esercito. Il re però non si arrese. Sapendo che Jerzy Lubomirski era la fonte principale dei suoi problemi, nel 1664 lo accusò di tradimento. Il sejm riconobbe Lubomirski colpevole, confiscò le sue proprietà e lo condannò all'esilio con infamia. Lubomirski andò allora in Slesia, all'epoca controllata dagli Asburgo, dove tentò di organizzare un nuovo esercito col supporto finanziario degli Asburgo col quale invadere la Polonia controllata dall'esercito regio.
Nel 1665 Lubomirski si pose in aperta rivolta con i suoi uomini e varcò il confine. Il 13 luglio 1666 fronteggiò direttamente il sovrano nella battaglia di Mątwy e le forze di Lubomirski risultarono infine vittoriose. Dopo la battaglia, i membri dei reggimenti d'élite polacchi vennero giustiziati dai ribelli (quasi 4 000 veterani in tutto). Il 31 luglio, presso il villaggio di Legowice, il re e Lubomirski siglarono un accordo. Giovanni II Casimiro abbandonò i suoi piani di riforma e dichiarò l'amnistia per i ribelli, mentre Lubomirski firmò una lettera di scuse formali. Nel 1668, su pressione del parlamento polacco, il re infine abdicò.